# اچ‌ام‌ای‌اس اتک (پی ۹۰)
اچ‌ام‌ای‌اس اتک (پی ۹۰) (به انگلیسی: HMAS Attack (P 90)) یک کشتی است که طول آن ۱۰۷٫۶ فوت (۳۲٫۸ متر) می‌باشد. این کشتی در سال ۱۹۶۷ ساخته شد.